# Andrzej Koczewski
Andrzej Koczewski (ur. 25 października 1955 w Łodzi, zm. 14 marca 2015 tamże) – polski architekt, kompozytor, wykonawca piosenki turystycznej i poezji śpiewanej.

## Życiorys
Z zawodu był architektem, ukończył studia na Politechnice Łódzkiej, był członkiem Łódzkiej Okręgowej Izby Architektów RP i przewodniczącym Okręgowego Sądu Dyscyplinarnego ŁOIA.
Poezją śpiewaną zainteresował się podczas nauki w liceum, wówczas stworzył duet ze Zbigniewem Bogdańskim. Po jego śmierci występował solo, był autorem wielu przebojów piosenki turystycznej – takich jak „Karczma dla samotnych”, „Jesienne wino”, „Sad”, „W lesie listopadowym”.
Współtworzył projekt W górach jest wszystko co kocham.
Zmarł 14 marca 2015 podczas jubileuszowego przeglądu piosenki turystycznej YAPA, z którym był związany jako wykonawca i juror.

## Dyskografia
- Andrzej Koczewski, Marek Górski – ...A na razie w podróży – wyd. sierpień 2006[3],  dystryb. Fonografika
- Andrzej Koczewski – Kubek życia – wyd. 2011, Dalmafon[4]